# Essoyes
Essoyes és un municipi francès situat al departament de l'Aube i a la regió del Gran Est. L'any 2007 tenia 685 habitants.

## Demografia

### Població
El 2007 la població de fet d'Essoyes era de 685 persones. Hi havia 316 famílies de les quals 120 eren unipersonals (68 homes vivint sols i 52 dones vivint soles), 96 parelles sense fills, 76 parelles amb fills i 24 famílies monoparentals amb fills.
La població ha evolucionat segons el següent gràfic:
Habitants censats

### Habitatges
El 2007 hi havia 461 habitatges, 324 eren l'habitatge principal de la família, 73 eren segones residències i 64 estaven desocupats. 431 eren cases i 29 eren apartaments. Dels 324 habitatges principals, 207 estaven ocupats pels seus propietaris, 103 estaven llogats i ocupats pels llogaters i 14 estaven cedits a títol gratuït; 30 tenien dues cambres, 62 en tenien tres, 69 en tenien quatre i 163 en tenien cinc o més. 217 habitatges disposaven pel capbaix d'una plaça de pàrquing. A 153 habitatges hi havia un automòbil i a 96 n'hi havia dos o més.

### Piràmide de població
La piràmide de població per edats i sexe el 2009 era:
| Homes | Edats   | Dones |
| ----- | ------- | ----- |
| 0     | 95 o +  | 0     |
| 0     | 90 a 94 | 12    |
| 12    | 85 a 89 | 12    |
| 0     | 80 a 84 | 12    |
| 16    | 75 a 79 | 28    |
| 16    | 70 a 74 | 24    |
| 8     | 65 a 69 | 24    |
| 28    | 60 a 64 | 4     |
| 8     | 55 a 59 | 12    |
| 40    | 50 a 54 | 8     |
| 24    | 45 a 49 | 12    |
| 40    | 40 a 44 | 36    |
| 16    | 35 a 39 | 24    |
| 12    | 30 a 34 | 24    |
| 24    | 25 a 29 | 8     |
| 12    | 20 a 24 | 8     |
| 12    | 15 a 19 | 16    |
| 20    | 10 a 14 | 32    |
| 20    | 5 a 9   | 12    |
| 12    | 0 a 4   | 4     |

## Economia
El 2007 la població en edat de treballar era de 423 persones, 313 eren actives i 110 eren inactives. De les 313 persones actives 279 estaven ocupades (158 homes i 121 dones) i 34 estaven aturades (15 homes i 19 dones). De les 110 persones inactives 43 estaven jubilades, 30 estaven estudiant i 37 estaven classificades com a «altres inactius».

### Ingressos
El 2009 a Essoyes hi havia 335 unitats fiscals que integraven 718 persones, la mediana anual d'ingressos fiscals per persona era de 16.950 €.

### Activitats econòmiques
Dels 55 establiments que hi havia el 2007, 1 era d'una empresa extractiva, 3 d'empreses alimentàries, 2 d'empreses de fabricació d'altres productes industrials, 8 d'empreses de construcció, 10 d'empreses de comerç i reparació d'automòbils, 2 d'empreses de transport, 7 d'empreses d'hostatgeria i restauració, 1 d'una empresa d'informació i comunicació, 5 d'empreses financeres, 1 d'una empresa immobiliària, 4 d'empreses de serveis, 10 d'entitats de l'administració pública i 1 d'una empresa classificada com a «altres activitats de serveis».
Dels 16 establiments de servei als particulars que hi havia el 2009, 1 era una oficina d'administració d'Hisenda pública, 1 gendarmeria, 1 oficina de correu, 1 una oficina bancària, 2 tallers de reparació d'automòbils i de material agrícola, 1 paleta, 3 fusteries, 3 electricistes, 1 perruqueria i 2 restaurants.
Dels 5 establiments comercials que hi havia el 2009, 1 era una botiga de més de 120 m², 2 fleques, 1 una fleca i 1 una peixateria.
L'any 2000 a Essoyes hi havia 43 explotacions agrícoles que ocupaven un total de 300 hectàrees.

## Equipaments sanitaris i escolars
El 2009 hi havia 1 farmàcia i 2 ambulàncies.
El 2009 hi havia 1 escola maternal i 1 escola elemental.

## Poblacions més properes
El següent diagrama mostra les poblacions més properes.